# Leandro de Aguirreche
Leandro de Aguirreche y Picabea (Irún, 5 de noviembre de 1890 - Irún, 26 de mayo de 1980) fue un médico y futbolista español de la década de 1910.

## Biografía
Aguirreche nació en el seno de una familia acomodada de ideología carlista. Se crio en la ciudad fronteriza de Irún. Al finalizar sus estudios de Bachiller, se traslada a Barcelona y se licencia en Medicina doctorándose posteriormente en Cirugía. Tras licenciarse, regresó a Irún donde, desde el comienzo de la Guerra Civil, atendió y operó a los heridos que llegaban del frente. Trabajó durante cincuenta años en el Hospital de Irún como director general del mismo sin percibir remuneración alguna del Ayuntamiento. Además, atendió durante toda su vida a los vecinos de Irún más desfavorecidos de manera altruista. Formó parte del primer equipo de fútbol que se creó en Irún, el "Irun Football Club" y luego en el "Sporting". Años más tarde fue nombrado presidente del Real Unión.
Fue condecorado en repetidas ocasiones, por parte española con la Orden del Mérito Civil, y la Orden de la Estrella Negra que le otorgó el Gobierno de Francia en 1959 con motivo del tricentenario de la Paz de los Pirineos. Su hermano fue el político José Ramón de Aguirreche, alcalde de lrún..[2]
Una de las plazas de Irún lleva su nombre.

## Familia
Hijo de Enrique de Aguirreche y Artía y de María Asunción de Picabea y Oteyza, casó con Mª Luisa Picabea, su prima nacida en Portbou, con la que tuvo 8 hijos.

## Trayectoria
Empezó a jugar en el Irún Sporting Club y en 1909 se trasladó a Barcelona, ciudad donde desarrolló la mayor parte de su carrera deportiva. Jugó en el Universitary SC entre 1909 y 1916. En 1910 jugó un partido oficial con el FC Barcelona, la final de la Copa de los Pirineos. Jugó varios partidos con la selección catalana, entre ellos la histórica victoria contra Francia el día 1 de diciembre de 1912.
También ejerció de árbitro y fue cofundador del Colegio de Árbitros de fútbol de Barcelona.[3]

## Palmarés
Copa de los Pirineos de 1910.